# توريت
توريت (بالإنجليزية: Torit)‏ هي مدينة من مدن جنوب السودان. يبلغ عدد سكانها 17956 نسمة وذلك حسب إحصائيات سنة 2009. يبلغ ارتفاع المدينة عن سطح البحر قرابة 615 متر.

تعتبر عاصمة ولاية شرق الاستوائية وتتميز توريت بموقعها الجغرافي وأهميتها التاريخية.

## الموقع الجغرافي
تقع توريت في جنوب السودان على ارتفاع حوالي 615 مترًا فوق سطح البحر. وتُعد مركزًا حضريًا مهمًا في المنطقة.

## السكان
وفقًا لإحصاءات عام 2009، بلغ عدد سكان توريت حوالي 17,956 نسمة. تتكون المدينة من مزيج من المجتمعات التي تعتمد على الزراعة والرعي.

## الأهمية التاريخية
شهدت توريت في 18 أغسطس 1955 واحدة من أهم الأحداث التاريخية في السودان، حيث تمرد جنود الفرقة الاستوائية التابعة لقوة دفاع السودان في حادثة عُرفت بـ"حوادث توريت". أدى هذا التمرد إلى اندلاع الحرب الأهلية السودانية الأولى، مما جعل المدينة رمزًا للنضال والتاريخ السياسي في جنوب السودان.

## الاقتصاد
يعتمد اقتصاد توريت بشكل كبير على:
- الزراعة: زراعة المحاصيل الأساسية مثل الذرة الرفيعة والذرة البيضاء.
- تربية الماشية: تُعتبر مصدر دخل رئيسي للسكان المحليين.
- التجارة المحلية: تُعد المدينة مركزًا للتجارة بين القرى المحيطة. [4]

## التحديات
تعاني توريت من تحديات عديدة، أبرزها:
الوضع الأمني: تحتاج المنطقة إلى تعزيز الاستقرار الأمني.
البنية التحتية: تعاني المدينة من نقص في الخدمات الأساسية مثل الطرق والكهرباء والمياه الصالحة للشرب.
التعافي بعد الحرب: على الرغم من التقدم النسبي، لا تزال المدينة تعاني من تبعات الحروب السابقة التي أثرت على سكانها وبنيتها التحتية.